# Papilio paris
Papilio paris là một loài bướm phượng sinh sống ở Nam Á.

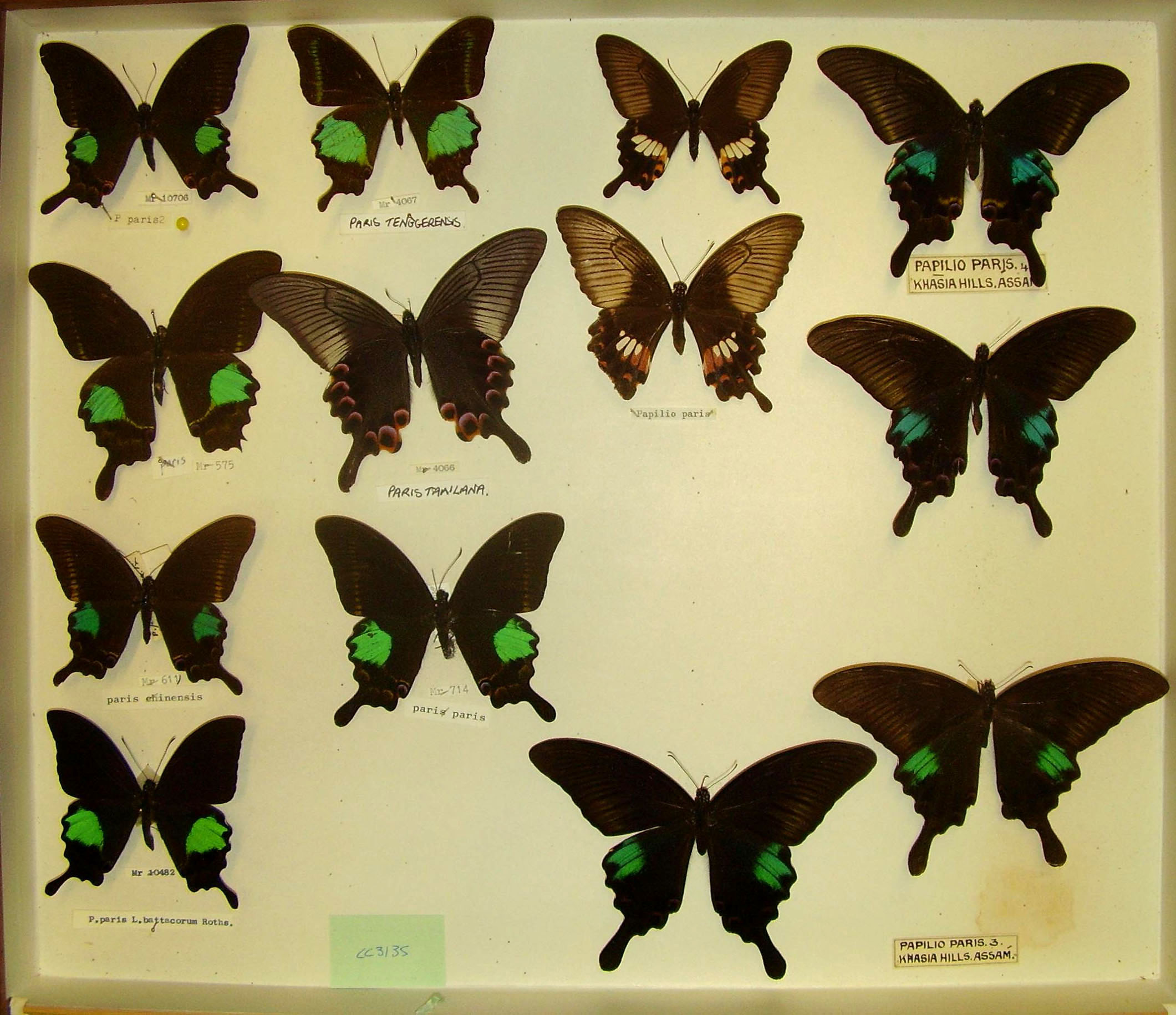
Mẫu vật bảo tàng cho thấy sự đa dạng

Loài này có sải cánh dài 106–132 mm
Phạm vi phân bố từ Kumaon đến Sikkim, Nepal và Bhutan; các đồi Assam, Burma và Tenasserim, sang tận Trung Quốc, Xiêm và bán đảo Mã Lai. Nó là loài phổ biến ở Sikkim, nơi nó được tìm thấy từ Terai đến độ cao 5000 foot. Nó hiếm ở Miến Điện và Tenasserim.

## Hình ảnh

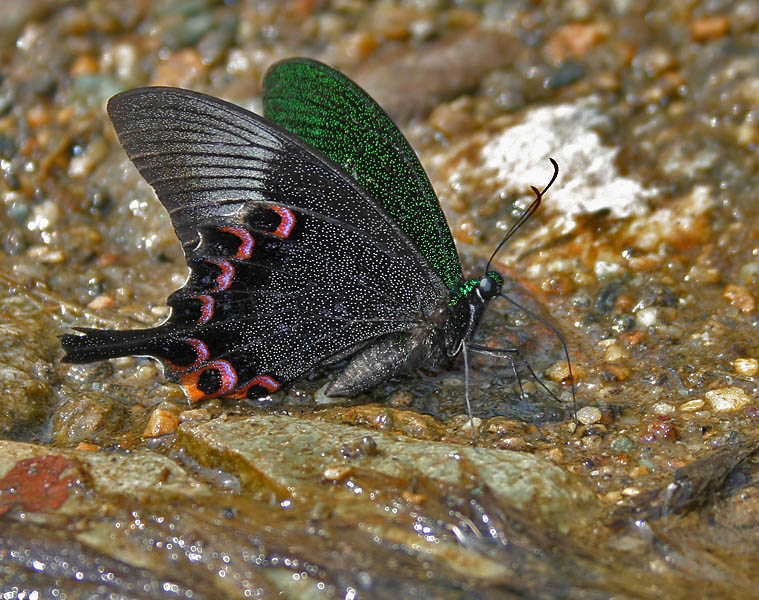
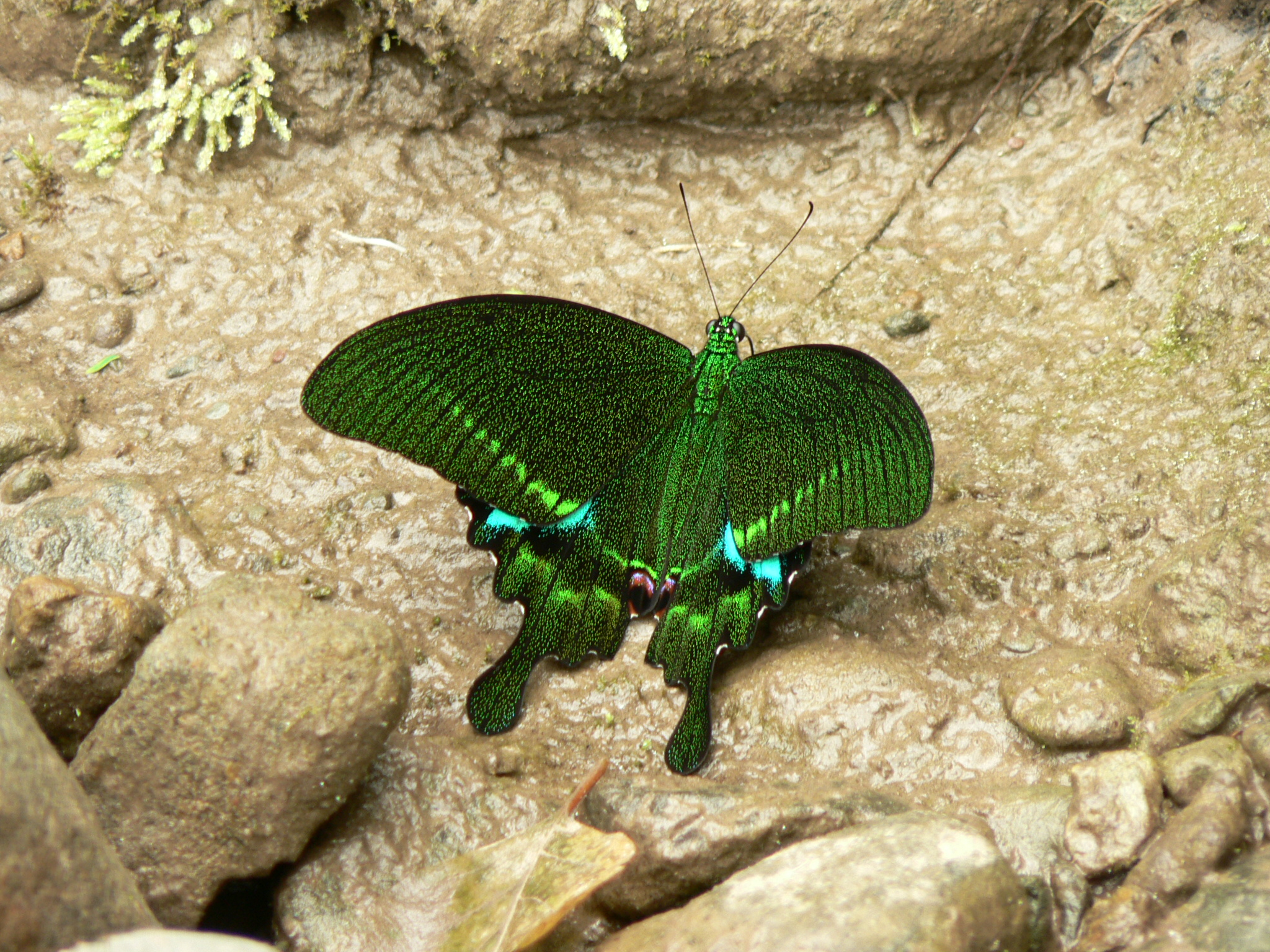
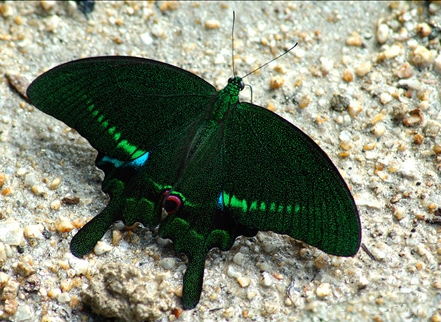
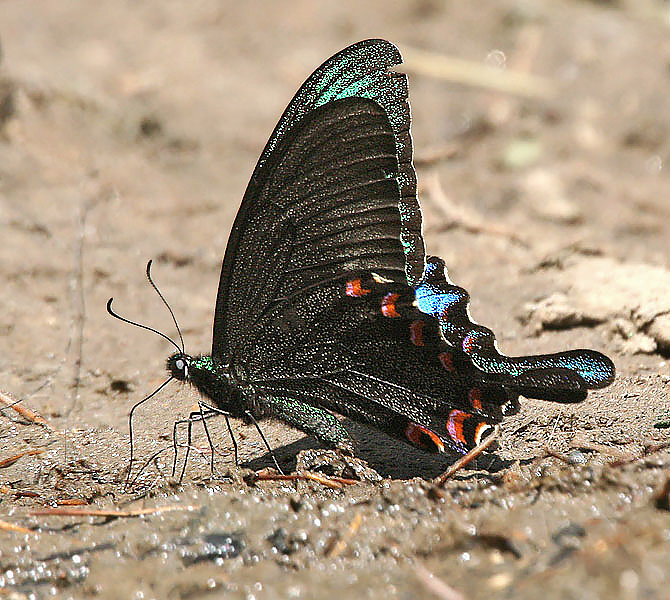
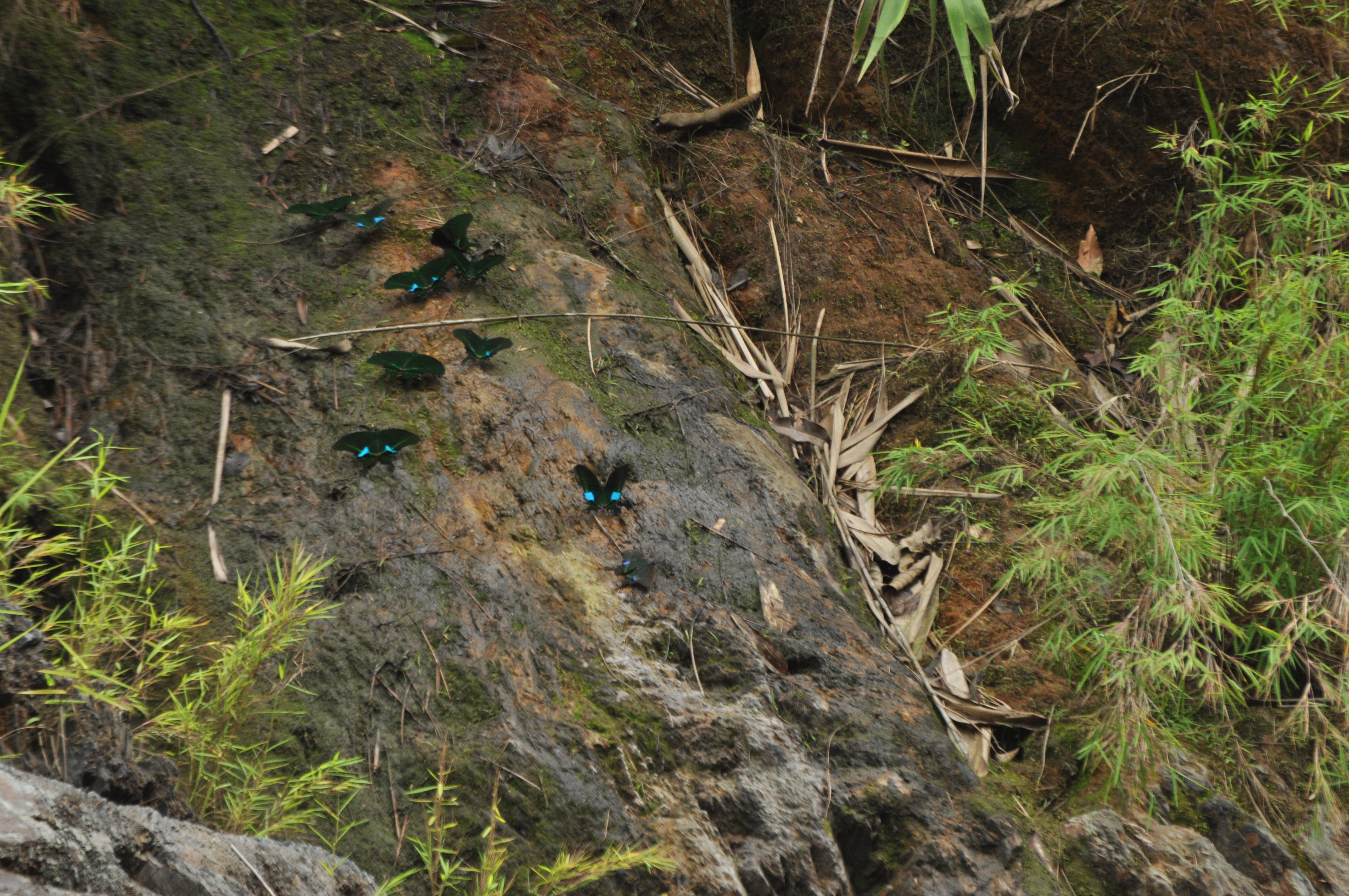